# Кућа Милића од Мачве
Кућа Милића од Мачве се налази на Златибору, на територији општине Чајетина, једна је од три атељеа, које је уметник пројектовао и саградио. Друга два се налазе у Београду и родном селу Белотићу, позната као Радован кула.
Милић од Мачве је ову занимљиву грађевину градио и проширивао од 1970. до 1985. године, тако да је стамбени део спојен са радним простором, атељеом. Здање је далеко више ликовни израз него архитектонско и градитељско решење. Интервенције бојом, присуство симбола, знака и рељефа, резбарена дрвена врата, мурали на фасадама окренутим ка улици, пренос орнаменталних мотива са српског средњовековног сликарства на конструктивне и декоративне елементе брвнаре, показују необуздану жељу за радом и експериментом, за визуелним изразом, а не за уређењем простора као стамбене јединице.